# Hermann Kassebaum
Hermann Kassebaum (* 31. Juli 1871 in Braunschweig; † 21. April 1954 in Goslar) war ein deutscher Oberstudienrat und Schriftsteller.

## Leben
Nach dem Abitur in Goslar studierte er an der Georg-August-Universität Göttingen (1898 Dr. phil. Brittons Bowre of Delights 1597. Text nebst Untersuchungen über Stil, Metrum und Verfasserschaft). Seit 1892 war er Mitglied der Burschenschaft Alemannia Göttingen. Von 1901 bis 1933 war er Lehrer in Goslar. Er war Soldat im Ersten Weltkrieg.

## Schriften
- Bilder und Skizzen aus den Baltischen Provinzen. Berlin 1918, OCLC 310664795.
- Kurland, Livland, Estland. Eine Stätte alter, deutscher Kultur. Berlin-Neurode 1918, OCLC 251729790.
- Venne Richerdes. Roman aus der Geschichte Goslars. Berlin 1925, OCLC 72128719.
- Christel Böhmer. Die Not eines Volkes im Spiegel eines Menschenlebens. Roman. Leipzig 1927, OCLC 251729783.
- Goslar, die tausendjährige Kaiserstadt. Goslar 1927, OCLC 837627058.
- Donna Lucias seltsame Liebe. Roman. Berlin 1936, OCLC 72128717.